# Irache Quintanal
Irache Quintanal (Irache Quintanal Franco; * 18. September 1978 in Reus) ist eine spanische Kugelstoßerin und Diskuswerferin.
Beim Kugelstoßen der Olympischen Spiele 2004 in Athen schied sie in der Qualifikation aus. 2006 wurde sie iberoamerikanische Vizemeisterin im Kugelstoßen und Diskuswurf.
Bei den Leichtathletik-Weltmeisterschaften 2007 und den Olympischen Spielen 2008 in Peking kam sie im Kugelstoßen erneut nicht über die Vorrunde hinaus, und bei den Leichtathletik-Europameisterschaften 2010 in Barcelona schied sie sowohl im Kugelstoßen als auch im Diskuswurf in der Qualifikation aus.
Bislang wurde sie viermal spanische Meisterin im Kugelstoßen (2002, 2003, 2004, 2007) und fünfmal im Diskuswurf (2004, 2006, 2007, 2009, 2010). In der Halle errang sie dreimal den nationalen Titel im Kugelstoßen (2003, 2007, 2008).
Irache Quintanal ist 1,74 m groß und wiegt 82 kg. Sie wird von Luis Lizaso trainiert. Von 1999 bis 2010 startete sie für den FC Barcelona und wechselte dann zu Valencia Terra i Mar.

## Persönliche Bestleistungen
- Kugelstoßen: 18,20 m, 4. Juli 2007, Barcelona (aktueller spanischer Rekord; Stand 2011)
  - Halle: 16,77 m, 2. März 2003, Valencia
- Diskuswurf: 59,16 m, 24. Juli 2004, Castellón